# Friedrich Kübler (Rechtswissenschaftler)
Friedrich Kübler  (* 19. Oktober 1932 in Reutlingen; † 22. Oktober 2013 in Königstein im Taunus) war ein deutscher Jurist und Professor an der Johann Wolfgang Goethe-Universität Frankfurt am Main. Schwerpunktbereiche seiner Forschung und Lehre waren das Gesellschafts- und Kapitalmarktrecht sowie das Medienrecht.

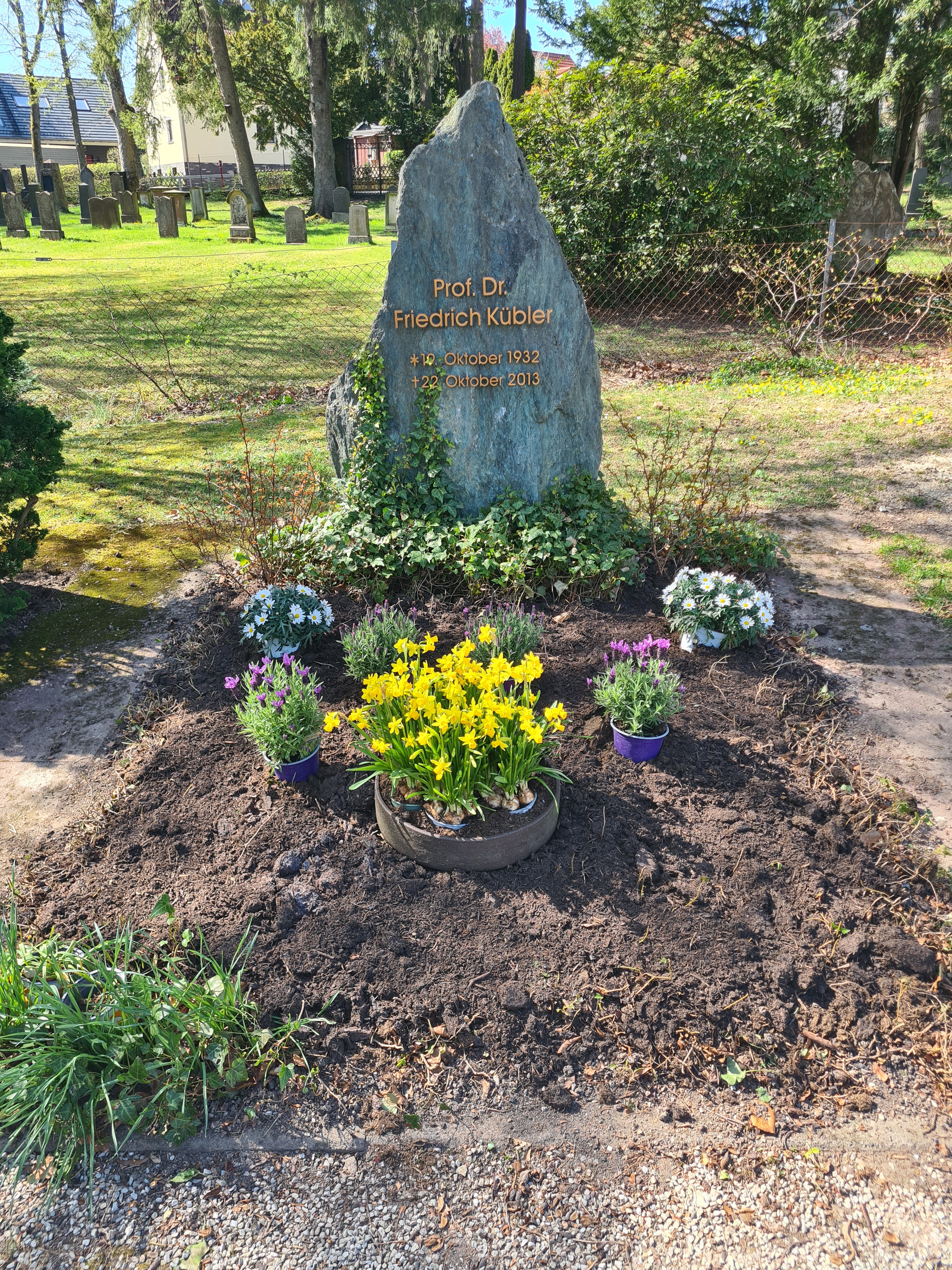
Das Grab von Friedrich Kübler auf dem Friedhof Falkenstein in Königstein im Taunus

## Leben
Von 1952 bis 1956 studierte Friedrich Kübler Rechtswissenschaften an den Universitäten Tübingen, Lausanne, Reading/Berkshire und Bonn. Seit 1952 war er Mitglied der Studentenverbindung A.V. Virtembergia Tübingen. Den juristischen Vorbereitungsdienst (1957–60) absolvierte er in Stuttgart. 1959 erfolgte die Promotion zum Dr. iur. an der Universität Tübingen. Von 1960 bis 1962 war er ebenda wissenschaftlicher Mitarbeiter. Anschließend verbrachte er ein Jahr am Institut de Droit Comparé der Universität Paris. Er erhielt 1963 bis 1965 ein DFG-Habilitationsstipendium und verbrachte 1964 einen sechsmonatigen Forschungsaufenthalt in Rom. 1966 folgte die Habilitation und ein Ruf auf einen wirtschaftsrechtlichen Lehrstuhl an der Universität Gießen. 1968 bis 1969 war er Ezra Ripley Thayer Teaching Fellow an der Harvard Law School. Von 1970 bis 1976 lehrte er an der Universität Konstanz.
Von 1976 bis zu seiner Emeritierung 1998 hatte er einen Lehrstuhl an der Universität Frankfurt inne; von 1978 bis 1998 war er Direktor des dortigen Instituts für Bankrecht. Von 1985 bis 2011 war er Visiting Professor der University of Pennsylvania Law School in Philadelphia, USA. Durch ein Entgegenkommen seines Fachbereichs war er „der wohl einzige deutsche ordentliche Professor, der gleichzeitig ‚Full Professor‘ in den USA sein konnte. An der ‚U Penn‘ setzte er auch nach seiner Emeritierung in Deutschland seine Lehrtätigkeit fort.“ Zudem wurde er nach seiner Entpflichtung Of counsel bei der Kanzlei Clifford Chance in Frankfurt. Kübler hatte zahlreiche Funktionen in Wissenschaft und Gesellschaft inne. Heinz-Dieter Assmann, Georgios Gounalakis und Rainer Walz zählen zu seinen Schülern.
Friedrich Kübler starb im Stadtteil Falkenstein von Königstein im Taunus.

## Schriften (Auswahl)
- Feststellung und Garantie. Eine rechtsvergleichende und dogmatische Abhandlung wider die Lehre vom abstrakten Schuldvertrag im bürgerlichen und Handelsrecht. In: Tübinger rechtswissenschaftliche Abhandlungen. Nr. 17. Mohr (Siebeck), Tübingen 1967 (Zugl.: Tübingen, Univ., Habil.-Schr., 1965/66).
- mit Heinz-Dieter Assmann: Gesellschaftsrecht: Die privatrechtlichen Ordnungsstrukturen und Regelungsprobleme von Verbänden und Unternehmen. C.F. Müller, Heidelberg 2006, ISBN 978-3-8114-3110-2.